# 関崎橋
関崎橋（せきざきばし）は、長野県長野市松代町大室 - 真島町真島の千曲川に架かる長野県道380号関崎川中島停車場線の橋長540.6 m（メートル）の桁橋。

## 概要
- 形式 - 鋼4径間および3径間および4径間連続鈑桁橋
- 橋長 - 540.6 m
  - 主径間支間割 - 52.3 m + 67.0 m + 52.3 m
- 幅員 - 8.3 m
  - 車道 - 6 m
  - 歩道 - 片側1.5 m
- 床版 - 鉄筋コンクリート
- 総鋼重 - 1015 t
- 施工 - 櫻田機械工業[注釈 1]

## 歴史
1907年（明治40年）3月に橋長191 m、幅員2.7 mの木橋となった。
1973年（昭和48年）12月1日に関崎橋が永久橋となる。